# Battlefield 1942: Secret Weapons of WWII
Battlefield 1942: Secret Weapons of WWII (с англ. — «Battlefield-1942: Секретное оружие Второй мировой войны») — второе официальное дополнение к видеоигре Battlefield 1942. Как следует из названия, дополнение посвящено секретным, необычным образцам техники Второй мировой и все события разворачивается вокруг них. Время действия — 1943—1945 годы, место действия — Северная Африка и Западная Европа (Норвегия, Италия, Франция, Германия, Чехия).
Большая часть уникальной техники, добавленной в этом дополнении, была построена и принята на вооружение уже после завершения Второй мировой, а то и вовсе осталась в проекте. Остальное же «чудо-оружие» не оказало существенного влияния на ход войны. Таким образом, аддон является своего рода альтернативной историей Второй мировой войны, предоставляя игроку возможность увидеть — что было бы, если бы новейшие технологии Третьего рейха и его противников успели бы применить на поле боя?

## Игровой процесс
Игровой процесс в общем не претерпел существенных изменений. Суть его осталась прежней: захват контрольных точек с целью уменьшения тикетов команды противника до минимума. Из новшеств следует отметить существенное увеличение транспортных средств — как плавательных, так и воздушных. Появление специального транспортного самолёта позволяет осуществить массированный выброс союзного десанта на территорию противника (он же служит и мобильной воздушной точкой респауна, что тоже стало новинкой в серии). Также бой стал намного разнообразнее и интереснее благодаря введению в игру машин-амфибий, реактивной авиации и в противовес ей — самоходных зенитных орудий и ракет класса «земля-воздух»; а также экспериментального реактивного ранца, позволяющего солдату летать и вести бой прямо в воздухе. Добавлены 2 новые фракции с новым вооружением и уникальной униформой.
Всего в аддоне 9 карт, 8 с ботами, 9-я была добавлена с патчем (без ботов). Карты стали ещё разнообразнее; впервые появились карты с разрушенными мостами, что вынуждает игрока применять обходные манёвры с использованием машин-амфибий. Также впервые в истории серии Battlefield появляются 2 ночные карты, одна из них — зимняя.

## Фракции
Всего в аддоне 4 фракции. 2 из них — Армия США и германский вермахт получили новую технику, но униформа и вооружение пехоты остались теми же, что и в Battlefield 1942. 2 новые — британские коммандос и элитные войска Германии вооружены иначе (вдобавок к обычному оружию получили новое специальное). В отличие от британских коммандос, Элитные войска Германии (англ. German Elite Forces) — вымышленная фракция; по-видимому, разработчики взяли за основу бойцов немецких парашютно-егерских войск и Waffen SS.
Обычно 2 этих фракции войск специального назначения сражаются друг против друга на картах, действие которых происходит на секретных ракетных базах Третьего рейха. Британские коммандос атакуют, стремясь взять под контроль сверхважные для Германии центры производства «оружия возмездия» или, иначе, «чудо-оружия» (Wunderwaffe). Элитные войска Германии отчаянно сражаются против них, всеми силами пытаясь защитить секретные полигоны.
Обычные войска Америки и Германии — Армии США и вермахт сражаются друг против друга, но 2 карты («Телемарк» и «Орлиное гнездо») составляют исключение из правила. На первой британские коммандос атакуют немецкие позиции, а противостоит им обычные солдаты вермахта. На второй обычные солдаты Армии США штурмуют горы, защищаемые элитными войсками Германии.

## Классы войск
Каждая фракция по-прежнему представлена 5 видами войск: снайпер, штурмовик, гранатомётчик, медик и инженер. У всех классов есть ножи — у вермахта и Армии США обычные; солдаты британских коммандос и элитных войск Германии имеют по 5 ножей, которые можно как метать в противника на близком расстоянии, так и использовать в рукопашной. У всех, кроме инженеров, есть 3 гранаты (Mk I у союзников, Stielhandgranate у немцев), стандартные пистолеты (Colt M1911 у союзников, Walther P 38 у немцев).
Впервые в этом дополнении появляются метательные ножи и винтовочные гранаты.
- Снайпер. Основное оружие — снайперская винтовка. У союзников — Lee-Enfield № 4, у вермахта — Mauser 98k, в элитных войск Германии — Gewehr 43 ZF 4. Также имеет 3 гранаты, нож (или 5 ножей), стандартный пистолет и бинокль, с помощью которого может наводить огонь самоходной артиллерии..
- Штурмовик. Основное оружие: автоматическая винтовка, ручной пулемёт или автомат. Американцы используют автоматическую винтовку BAR M1918, британские коммандос — ручной пулемёт Bren, вермахт — штурмовую винтовку Stg 44, элитные войска Германии — автоматическую винтовку FG 42. Также имеет 3 гранаты, нож (или 5 ножей) и пистолет.
- Гранатомётчик. Основное вооружение — гранатомёт. У союзников — M1 Bazooka, у Германии и Италии — Panzerschreck. Также имеет 3 гранаты, нож (или 5 ножей) и пистолет.
- Медик. Основное вооружение — пистолет-пулемёт. У США — M1A1 Thompson, у британских коммандос — STEN с глушителем, у немцев — МP 40. Также имеет 3 гранаты, нож (или 5 ножей), пистолет и аптечку, с помощью которой может лечить союзников и себя.
- Инженер. Основное вооружение — магазинная винтовка или дробовик. У инженеров Армии США — Lee-Enfield № 4, у британских коммандос — дробовик Browning Auto 5, у немцев — карабин Mauser 98k. Инженер имеет на две обоймы больше, чем снайпер. Также имеет нож (или 5 ножей), пистолет, 4 противотанковые мины, 4 связки динамита, которые он может подрывать с помощью детонатора (у инженера элитных войск Германии вместо динамита есть 5 винтовочных гранат) и гаечный ключ, с помощью которого он может чинить любую технику и снимать противотанковые мины и динамит.

## Отзывы
| Сводный рейтинг    | Сводный рейтинг |
| Агрегатор          | Оценка          |
| ------------------ | --------------- |
| GameRankings       | 82,47 %         |
| Metacritic         | 79/100          |
| Иноязычные издания |                 |
| Издание            | Оценка          |
| CGW                | [ 4 ]           |
| Eurogamer          | 7/10            |
| Game Informer      | 8.75/10         |
| GamesMaster        | 71%             |
| GameSpot           | 8.2/10          |
| GameSpy            | [ 8 ]           |
| GameZone           | 9.1/10          |
| IGN                | 8.8/10          |
| PC Gamer (US)      | 90%             |
| X-Play             | [ 11 ]          |